# 羊桥土家族乡
羊桥土家族乡是中华人民共和国贵州省黔东南苗族侗族自治州岑巩县下辖的一个民族乡。

## 行政区划
羊桥土家族乡下辖以下村级行政区划单位：
羊桥社区、羊桥村、车坝村、坪城村、蓑衣村、两河村、龙统村、龙湾村、高家冲村、郑福村、姚寨村、祝坝村、杨柳村、炮桐湾村、地坝村和丁坪村。